# Поведа Галина Антонівна
Галина Антонівна Поведа (2 червня 1934, село Розсоша, тепер Хмельницького району Хмельницької області — 27 квітня 1997, місто Шепетівка Хмельницької області) — українська радянська діячка, апаратниця Шепетівського цукрового комбінату Хмельницької області. Герой Соціалістичної Праці (16.01.1974). Депутат Верховної Ради УРСР 7—10-го скликань. Член Президії Верховної Ради УРСР 9—10-го скликань.

## Біографія
Народилася в родині робітника. У семирічному віці, під час німецько-радянської війни, втратила батьків. Виховувалась у дитячому будинку. Закінчила ремісниче училище в місті Городку Кам'янець-Подільської області.
З 1950 року — учениця, помічниця апаратника, з 1952 року — апаратниця рафінадного заводу Шепетівського цукрового комбінату Хмельницької області.
Без відриву від виробництва закінчила вечірню середню школу, технікум харчової промисловості, Київський технологічний інститут харчової промисловості.
Член КПРС з 1959 року.
Потім — на пенсії в місті Шепетівці Хмельницької області.

## Нагороди
- Герой Соціалістичної Праці (16.01.1974)
- два ордени Леніна (1966; 16.01.1974)
- медалі